# Разинский сельсовет (Вологодская область)
Разинский сельсовет - административно-территориальная единица в составе Харовского района Вологодской области России.
Административный центр - деревня Гора.

## История
Разинский сельский совет рабочих, крестьянских и красноармейских депутатов Пундужской волости Кадниковского уезда Вологодской губернии образован согласно Постановлению ВЦИК от 16 апреля 1924 года.
8 апреля 2009 года Разинский и Шевницкий сельсоветы были объединены в сельское поселение Разинское с центром в деревне Гора.

## Населённые пункты
Справочник административно-территориального деления Вологодской области на 1940 год указывал следующий состав сельсовета
| Статус      | Населённый пункт           |
| ----------- | -------------------------- |
| деревня     | Абрамово                   |
| деревня     | Афонинская                 |
| деревня     | Большая                    |
| ж/д будка   | Будка 599 км под Шиханихой |
| ж/д будка   | Будка 602 км               |
| ж/д будка   | Будка 610 км               |
| деревня     | Бурдуковская               |
| деревня     | Вторая Малая               |
| деревня     | Гора                       |
| деревня     | Горка                      |
| деревня     | Гороховка                  |
| деревня     | Груденская                 |
| деревня     | Дедевка                    |
| деревня     | Денисовская                |
| деревня     | Дор                        |
| деревня     | Дробинино                  |
| деревня     | Есиповская                 |
| деревня     | Зубариха                   |
| хутор       | Ивановский                 |
| казарма     | Казарма 615 км             |
| бараки      | Квартал 1 Розинская дача   |
| бараки      | Квартал №73                |
| деревня     | Квашниха                   |
| деревня     | Костино                    |
| деревня     | Красново                   |
| деревня     | Кузнечиха                  |
| деревня     | Курьяновская               |
| деревня     | Лапиха                     |
| деревня     | Летово                     |
| деревня     | Масловская                 |
| погост      | Михайло-Архангельский      |
| деревня     | Мишаково                   |
| деревня     | Мокеевская                 |
| деревня     | Мятнево                    |
| деревня     | Оброчное                   |
| деревня     | Озерки (Монастырь Большой) |
| деревня     | Павловская                 |
| деревня     | Палкинская                 |
| деревня     | Пановская                  |
| деревня     | Пауниха                    |
| деревня     | Первая Малая               |
| поселок     | Пундуга                    |
| ж/д станция | Пундуга (Степаниха)        |
| разъезд     | Разъезд 611 км             |
| деревня     | Рогоуша                    |
| деревня     | Саблуково (Сотониха)       |
| деревня     | Секирино                   |
| деревня     | Сергеевская                |
| деревня     | Сидоровская                |
| деревня     | Соколовская                |
| деревня     | Тарасовская                |
| деревня     | Токарево                   |
| деревня     | Федяково                   |
| деревня     | Халчиха                    |
| хутор       | Шилиха                     |
| деревня     | Шиханиха                   |
| деревня     | Юдинская                   |

В 1999 году Постановлением Губернатора области «О регистрации населенных пунктов Харовского муниципального района» от 21.12.1999 № 857 утверждён список населённых пунктов Вологодской области, согласно которому в Разинский сельсовет входили 42 населённых пункта, центр — деревня Гора (ОКАТО 19 252 828).